# Wilhelm August Förstemann
Wilhelm August Förstemann (* 29. Oktober 1791 in Nordhausen; † 28. Juni 1836 in Danzig) war ein deutscher Mathematiker und Pädagoge.

## Leben
Wilhelm August Förstemann wurde im Jahr 1791 als Sohn des Quatuorvir (Magistratsbeamter) Konrad Wilhelm Förstemann (1742–1806) in Nordhausen geboren. Seine Brüder waren Karl Wilhelm (1777–1845), Pastor und Superintendent in Nordhausen; Ernst Günther (1788–1859), Gymnasialprofessor, Historiker und Stadtarchivar in Nordhausen und Ferdinand Carl (1798–1873), Professor der Real- und Gewerbeschule in Elberfeld.
Nach Gymnasialausbildung und Studium erhielt Förstemann 1815 eine Stellung als Erzieher an Johann Peter Hundeikers Erziehungsinstitut, dem Philanthropin in Vechelde. Am 30. Juni 1817 wurde Wilhelm August an der Universität Halle zum Doktor der Philosophie ernannt. Im gleichen Jahr wurde er Professor der Mathematik am Gymnasium in Danzig. Von 1831 bis zu seinem Tod im Jahr 1836 stand Förstemann als Direktor an der Spitze der Naturforschenden Gesellschaft in Danzig.
Ansehen erwarb sich Förstemann als Lehrbuchautor mit Werken über Grundlagen der Arithmetik, der Algebra, der Geometrie und der Lehre von den Kegelschnitten sowie durch Veröffentlichungen über die Aufgabe des Rationalmachens von Gleichungen in August Crelles Journal für die reine und angewandte Mathematik.
Aus seiner Ehe mit Dorothea Wilhelmine Jarke ging Ernst Wilhelm Förstemann (1822–1906) hervor, Historiker, Archivar und Bibliothekar der Königlichen Bibliothek in Dresden.

## Werke (Auswahl)
- Theoriae punctorum centralium primae lineae. Diss., Halle 1817
- Beiträge zu einer einfachen elementaren Behandlung der Lehre von den Kegelschnitten nach geometrischer Methode. Danzig 1833
- Arithmetisches Übungsbuch, ein Hülfsmittel zu einem zweckmässigen Unterrichte in der Zahlenrechnung, Buchstabenrechnung und Algebra. Königsberg 1835
- Über die Auflösung quadratischer, kubischer und biquadratischer Gleichungen. Danzig 1836 (Digitalisat)